# Colostygia atra
Colostygia atra är en fjärilsart som beskrevs av Hans Rebel 1910. Colostygia atra ingår i släktet Colostygia och familjen mätare. Inga underarter finns listade i Catalogue of Life.